# ブラックヘレン
ブラックヘレン（Black Helen, 1932年 - 1957年）は、アメリカ合衆国の競走馬、繁殖牝馬。競走馬としては1935年のコーチングクラブアメリカンオークスに優勝したほか、牡馬に混じってアメリカンダービーなどにも優勝、後の1991年にアメリカ競馬殿堂入りを果たした。また繁殖牝馬としても母ラトロワンヌの系図を広げていった。

## 経歴
- 特記がない限り、競走はすべてダートコース。また、当時はグレード制未導入。

### 出自
20世紀初頭の有力オーナーブリーダーであったエドワード・ライリー・ブラッドリーの持つ、ケンタッキー州にあるアイドルアワーストック牧場で生産されたサラブレッドの牝馬である。ブラックヘレンは母ラトロワンヌの第2仔で、のちに生まれるバイムレックの全姉にあたる馬であった。ブラックヘレンは体つきが小さく、最も大きくなった時期でも体重900ポンド、体高15ハンド程度であった。また身体的な不具合から処分も検討されたほどであったが、いざウィリアム・ハーリー調教師に預けられて調教が行われると、その隠れていた才能を発揮するようになった。

### 2歳時（1934年）
ブラックヘレンは2歳となった1934年7月にシカゴ地域の競馬場でデビューした。ブラックヘレンが最初に周囲の耳目を大きく集めたのは6月18日のワシントンパーク競馬場で行われたウェストプルマンパースという競走においてで、5ハロン戦のこの競走でブラックヘレンは4馬身差の勝利、その時の勝ちタイム0分59秒60はレコードタイムにあとコンマ20秒まで迫るタイムであった。また7月3日にはアーリントンパーク競馬場で行われた5ハロン戦で6馬身差の勝利、さらに0分58秒40のトラックレコードを記録した。『New York Times』紙はこの勝利に「今季最高の2歳牝馬」とブラックヘレンを評している。
その後喉の病気のために一時休養に入り、10月16日のローレルパーク競馬場で行われたアンアランデールパースという競走で復帰、1番人気に支持されたブラックヘレンは半マイル過ぎから先頭に立ってそのままゴール、1馬身半差で連勝記録を5に伸ばした。
10月23日のローレルパーク競馬場で行われたエリコットパースではスタートからゴールまで先頭をひた走り、最後の直線で騎手が手綱を緩めたにもかかわらず2馬身差で勝利した。この競走でのブラックヘレンの単勝オッズは1.1倍と、このローレルパークでの秋開催での最低オッズを記録していた。さらに10月30日にはピムリコ競馬場でパイクスヴィルパース（8ハロン70ヤード）に出走、今まで短距離戦ばかりであったブラックヘレンにとって初のマイル戦であったが、それでも単勝1.25倍と1番人気に支持された。そしてレースではきれいなスタートを切るとそのまま競りかけられることもなく疾走、3馬身差で勝利し、連勝を7に伸ばした。
しかし、ブラックヘレンはその後の2戦、ウォルデンハンデキャップとピムリコハンデキャップで1番人気ながらも敗れ、その敗戦をもってこのシーズンを終えた。ブラックヘレンはこの年大きなステークス競走には出走していなかったが、1934年の『ブラッド・ホース』誌の選考では最優秀2歳牝馬部門においてメイトロンステークスなどに勝ったネリーフラッグに次ぐ第2位の馬と位置づけられていた。

### 3歳時（1935年）
1935年に迎えた3歳シーズンの始動は2月27日のハイアリアパーク競馬場で行われた一般戦で、スタートからゴールまで先を行ったまま競馬で2馬身差で勝利を収めた。次走は3月9日のフロリダダービーで、ブラックヘレンにとっては初となる牡馬相手の競走であった。この競走で先頭に立ったのはブラノンという馬で、ブラックヘレンはその後ろにつけて追走、全体のペースを上げていった。最終コーナーでブラックヘレンが先頭に立つと、今度はマンターニャという馬に競りかけられるが、最後の直線で突き放して4馬身差の勝利を手にした。
当初、馬主のブラッドリーはブラックヘレンをプリークネスステークスに登録して、ケンタッキーダービー優勝馬のオマハと対決させようと考えていたが、直前になって登録は取り消された。その代わりに出走した5月25日のワシントンパークで行われたドレクセルパースという競走でブラックヘレンは勝利を挙げた。
その後、ブラックヘレンは6月1日のコーチングクラブアメリカンオークスに出走、13頭立てで行われたこの競走で、同厩舎のブラッドルート・バードフラワーとともに1番人気に支持された。また、ブラックヘレンはブラッドルートらよりも10ポンド重い121ポンドが課せられていた。発走時刻から7分遅れでスタートが切られたこの競走で、スタートから飛び出したのはエイコーンステークス優勝馬のグッドギャンブルで、ブラックヘレンは同馬に外からぶつかられる形で競走が始まった。この2頭が先手を取ろうと押し上げるなか、ブラッドルートとヴィカレスの2頭が外から競りかかっていった。1マイル過ぎでヴィカレスが失速するなか、ブラッドルートが1馬身半ほど間を空けて先頭に立ち、2番手にグッドギャンブル、その後ろにブラックヘレンという展開が続いていった。そして最後の直線、ブラックヘレンは内ラチ沿いに進路を変更、どんどん差を詰めていいって、ブラッドルートの騎手が手綱を緩めた瞬間にハナ差追い越してゴールした。それから2週間後の6月15日に出走したワシントンパーク競馬場のプロスペクトパースでは逆にブラッドルートが勝ち、一方でブラックヘレンは2着に敗れている。
6月22日にブラックヘレンは再び牡牝混合の競走であるアメリカンダービーに出走した。この競走では2歳時に猛威を振るったネリーフラッグや、その他3歳の有力牡馬らが出走していたが、ブラックヘレンはそれらを相手に最初から最後まで先頭を譲らず独走し、半馬身差で牝馬初のアメリカンダービー優勝を達成した。7月13日にはアーリントンパークでのブラックストーンパースという9ハロンの競走に出走して勝利を挙げている。
7月21日にブラッドルートとともにアーリントンクラシックステークスに出走、ここで三冠馬となったオマハと対決になった。レースではオマハを2頭で追走していたが、疲れて失速し、オマハがトラックレコード勝利する一方で4着（ブラッドルートは3着）に敗れた。
この年の夏のブラックヘレンは取りこぼしが多かった。ポトマックハンデキャップではグッドギャンブル相手に7着と大敗、ハバディグレイス競馬場で行われたローズランドパースでは3着に敗れている。10月15日のローレルパークで行われた一般戦において久々に勝利を挙げると、その後メリーランドハンデキャップでもブラッドルートを2着に破って勝利した。

## 繁殖入り後
繁殖牝馬としてのブラックヘレンはあまり優秀ではなく、産駒12頭のうち1頭もステークス競走勝ち馬を出すことができなかった。ただ、牝馬の産駒にはのちに繁殖入りしてステークス勝ち馬を出す仔が出ており、また牝系子孫がその先に連なっている。以下は主な産駒。
- ビーライクマム Be Like Mom - バットワイノット（英語版）（1947年最優秀3歳牝馬）とオイディプス（アメリカ競馬殿堂障害馬）の母。牝系子孫にプリンセスルーニーなど[3]。
- ブロス Broth - ステークス勝ち馬オープンショーの母。
- リソースフル Resourceful - ジアイベックス（セネカハンデキャップなど）の母[3]。
- フラフラ Hula Hula - ステークス勝ち馬フラベンドの母。牝系子孫にゴーフォージン、プレザントタップ、テイエムプリキュアなど[3]。
- チュージー Choosy - ステークス勝ち馬ラウンドパールの母[3]。

ブラッドリーの没後、ブラックヘレンはオグデン・フィップスに売却されてクレイボーンファームに移動、そこで1957年に死亡した。
- 1941年にハイアリアパーク競馬場に「ブラックヘレンハンデキャップ」が創設されている。同競走は2001年の競走廃止時点でG2に格付けされていた[2]。
- 1991年にアメリカ競馬名誉の殿堂博物館がその競走成績を称え、同馬の殿堂入りを発表している[1]。

### 牝系図
牝系図の主要な部分（G1競走優勝馬、日本の重賞馬）は以下の通り。*は日本に輸入された馬。
牝系図の出典：galopp-sieger.de
- Tregonwell's Natural Barb Mare - F-No.1始祖
  - （10代省略）
    - Web 1808 - F-No.1-s始祖
      - （11代省略）
        - La Troienne 1926 ---ラトロワンヌ系へ（F-No.1-x始祖）
          - Black Helen 1932 ---←(改行)

---↓ブラックヘレン系
- Black Helen 1932
  - Be Like Mom 1937 
    - Renew 1947 
      - Refurbish 1954 
        - Puzzesca 1962 
          - Parrish Princess 1971 
            - Princess Rooney 1980（BCディスタフなどGI5勝）

  - Resourceful 1949
    - Efficient 1955
      - Banning 1965
        - Pink Pajamas 1985
          - Decorpoealma 1993
            - Loving New 2001
              - The Love of Money 2012
                - Jungle Magnate 2018（サウスオーストラリアンダービー）

      - Heather Bee 1975
        - *カノープス 1990
          - パープルホワイト 1996
            - フレンチノワール 2005
              - フィルムフランセ 2014
                - マピュース 2022（中京記念）

              - レッドルゼル 2016（JBCスプリントなど重賞3勝）

  - Hula Hula 1952 
    - Hula Bend 1965
      - Hula Gold 1975
        - Sunset Beach 1991
          - Surrealist 1996 
            - Racing To Win 2002（ドンカスターハンデキャップなどGI4勝）

      - Hula Drum 1981（ジョージライダーステークス）
      - Hula Chief 1982（ドンカスターハンデキャップ）

    - Never Hula 1969 
      - Never Knock 1979 
        - Pleasant Tap 1987（サバーバンハンデキャップ、ジョッキークラブゴールドカップ）
        - Go For Gin 1991（ケンタッキーダービー）

      - She Might Hula 1984 
        - Hulastrike 1989（NZ2000ギニー）
        - *ヤマニンバイタル 1990

    - Damascene 1970 
      - *デリケートアイス 1979 
        - *ユキグニ 1986 
          - エムアイブラン 1992（アンタレスステークスなど重賞4勝）
          - フェリアード 1996 
            - テイエムプリキュア 2003（阪神ジュベナイルフィリーズ、日経新春杯）
            - テイエムハリアー 2006（京都ハイジャンプなど重賞3勝）
            - トーセンガラシャ 2007 
              - トーセンスーリヤ 2015（新潟大賞典、函館記念）

            - マイネルフィエスタ 2010（京都ジャンプステークス）

## 血統表
| ブラックヘレンの血統                | ブラックヘレンの血統                     | ブラックヘレンの血統          | （血統表の出典）              | （血統表の出典） |
| 父系                                | ヒムヤー系                               | ヒムヤー系                    | ヒムヤー系                    | [ § 2 ]          |
| 父 Black Toney アメリカ 黒鹿毛 1911 | 父の父Peter Pan アメリカ 鹿毛 1904       | Commando                      | Domino                        | Domino           |
| 父 Black Toney アメリカ 黒鹿毛 1911 | 父の父Peter Pan アメリカ 鹿毛 1904       | Commando                      | Emma C.                       |                  |
| 父 Black Toney アメリカ 黒鹿毛 1911 | 父の父Peter Pan アメリカ 鹿毛 1904       | Cinderella                    | Hermit                        | Hermit           |
| 父 Black Toney アメリカ 黒鹿毛 1911 | 父の父Peter Pan アメリカ 鹿毛 1904       | Cinderella                    | Mazurka                       |                  |
| 父 Black Toney アメリカ 黒鹿毛 1911 | 父の母Belgravia アメリカ 黒鹿毛 1903     | Ben Brush                     | Bramble                       | Bramble          |
| 父 Black Toney アメリカ 黒鹿毛 1911 | 父の母Belgravia アメリカ 黒鹿毛 1903     | Ben Brush                     | Roseville                     |                  |
| 父 Black Toney アメリカ 黒鹿毛 1911 | 父の母Belgravia アメリカ 黒鹿毛 1903     | Bonnie Gal                    | Galopin                       | Galopin          |
| 父 Black Toney アメリカ 黒鹿毛 1911 | 父の母Belgravia アメリカ 黒鹿毛 1903     | Bonnie Gal                    | Bonnie Doon                   |                  |
| 母 La Troienne フランス 鹿毛 1926   | 母の父Teddy フランス 鹿毛 1913           | Ajax                          | Flying Fox                    | Flying Fox       |
| 母 La Troienne フランス 鹿毛 1926   | 母の父Teddy フランス 鹿毛 1913           | Ajax                          | Amie                          |                  |
| 母 La Troienne フランス 鹿毛 1926   | 母の父Teddy フランス 鹿毛 1913           | Rondeau                       | Bay Ronald                    | Bay Ronald       |
| 母 La Troienne フランス 鹿毛 1926   | 母の父Teddy フランス 鹿毛 1913           | Rondeau                       | Doremi                        |                  |
| 母 La Troienne フランス 鹿毛 1926   | 母の母Helene de Troie フランス 鹿毛 1916 | Helicon                       | Cyllene                       | Cyllene          |
| 母 La Troienne フランス 鹿毛 1926   | 母の母Helene de Troie フランス 鹿毛 1916 | Helicon                       | Vain Duchess                  |                  |
| 母 La Troienne フランス 鹿毛 1926   | 母の母Helene de Troie フランス 鹿毛 1916 | Lady of Pedigree              | St. Denis                     | St. Denis        |
| 母 La Troienne フランス 鹿毛 1926   | 母の母Helene de Troie フランス 鹿毛 1916 | Lady of Pedigree              | Doxa                          |                  |
| 母系(F-No.)                         | ラトロワンヌ牝系(FN:1-s(1-x))            | ラトロワンヌ牝系(FN:1-s(1-x)) | ラトロワンヌ牝系(FN:1-s(1-x)) | [ § 3 ]          |
| 5代内の近親交配                     | アウトブリード                           | アウトブリード                | アウトブリード                | [ § 4 ]          |
| 出典                                | 1. 2. 3. 4.                              | 1. 2. 3. 4.                   | 1. 2. 3. 4.                   | 1. 2. 3. 4.      |